# Джин Тіг
Джин Тіг (англ. Gene Teague; 2 грудня 1989, Бруклін) — американський баскетболіст, Центровий «Харківських Соколів».

## Клубна кар'єра
Перед початком сезону 2019-2020 став гравцем «Харківських Соколів.